# Vajgatsj
Vaygatsj eller Vajgatsj-øen (russisk: Вайгач) er en ø i Rusland, beliggende mellem Petsjorahavet i vest og Karahavet i øst. Vajgatsj er i nord adskilt fra Novaja Zemlja af Karastrædet og fra Jugorskijhalvøen i syd af Jugorskijsundet. Øen hører administrativt under det autonome område Nenetskij autonome okrug i Arkhangelsk oblast.
Vajgatsj-øen har et areal på 3.383 km2 og er omkring 100 km lang og 45 km bred. Det højeste punkt er 170 m.

## Klima
Den gennemsnitlige temperatur i februar er -20 ° С og i juni + 5 ° С.

## Terræn
Landskabet på Vaygach består hovedsagelig af tundra. Der er mange mindre floder på 20-40 km, marskland og små søer på øen. Lave bakkekamme ligger i længderetningen af øen, og ved kysten findes stedvis lave klipper. Øen består hovedsageligt af kalksten, men også skifer og sandsten. En stor del af øen er først hævet over havoverfladen efter istiden, og hævede kystlinjer forekommer hyppigt. Grundfjeldet er meget isskuret men dette skyldes sandsynligvis havis, og ikke gletsjere.
Der er tre bosættelser på øen: Vaygach, Dolgaja Guba og Varnek.

## Flora og fauna
Der er masser af græs, mos og arktiske blomstrende planter, men ingen træer, bortset fra en lejlighedsvis Dværg-Pil (Salix herbacea). Der er ikke mange dyr på øen, men ræve og lemminger kan undertiden ses. Men der er en meget lang række fugle og mange arter af ænder og vadefugle mv findes på moser og søer. I farvandene omkring øen er der mange havpattedyr såsom hvalrosser, sæler og hvaler.

## Naturfredning
I 2007 godkendte WWF Verdensnaturfonden (WWF) og den russiske regering oprettelsen af et naturreservat på Vajgatsjøen.

## Kultur
Navnet på øen stammer fra et nenets ord, der tilnærmet betyder "kystnært grus." Indtil 1800-tallet var øen et vigtigt helligt sted for nenetserne. Der var flerhovede træidoler malet med blod fra hellige dyr, primært rensdyr. Nogle af deres høje, som bestod af drivtømmer, rensdyrhorn og kranier af bjørne og hjorte, er blevet observeret af ældre rejsende. Selv om de er konverteret til kristendommen, er bakkerne stadig omgivet med stor overtro blandt nenetserne.
70°01′N 59°33′Ø / 70.02°N 59.55°Ø